# Osiris
Osiris je rolkarsko podjetje, ki izdeluje športne copate in oblačila. Ime je dobilo po staroegipčanskemu bogu sonca Ozirisu.
Podjetje je znano tudi po svojih turnejah imenovanih »The Aftermath tour«, na katerih so kot prvo rolkarsko podjetje za prevoz svoje ekipe uporabili prestižni avtobuse, ki so po navadi značilni za glasbene skupine. S to turnejo so obiskali že večino kontinentov, med njimi tudi Afriko.
Osirisov najuspešnejši model je bil model poklicnega rolkarja Dave Mayheva D3 2001, ki pa se je začel dobro prodajati šele, ko so ga že skoraj umaknili iz prodaje.

## Videografija
- The Storm (1999)
- Subject to Change]] (2003)
- Feed the Need (2007)